# Hejnice, Ústí nad Orlicí
Hejnice là một làng thuộc huyện Ústí nad Orlicí, vùng Pardubický, Cộng hòa Séc.